# Osiedle Piastów (Kraków)

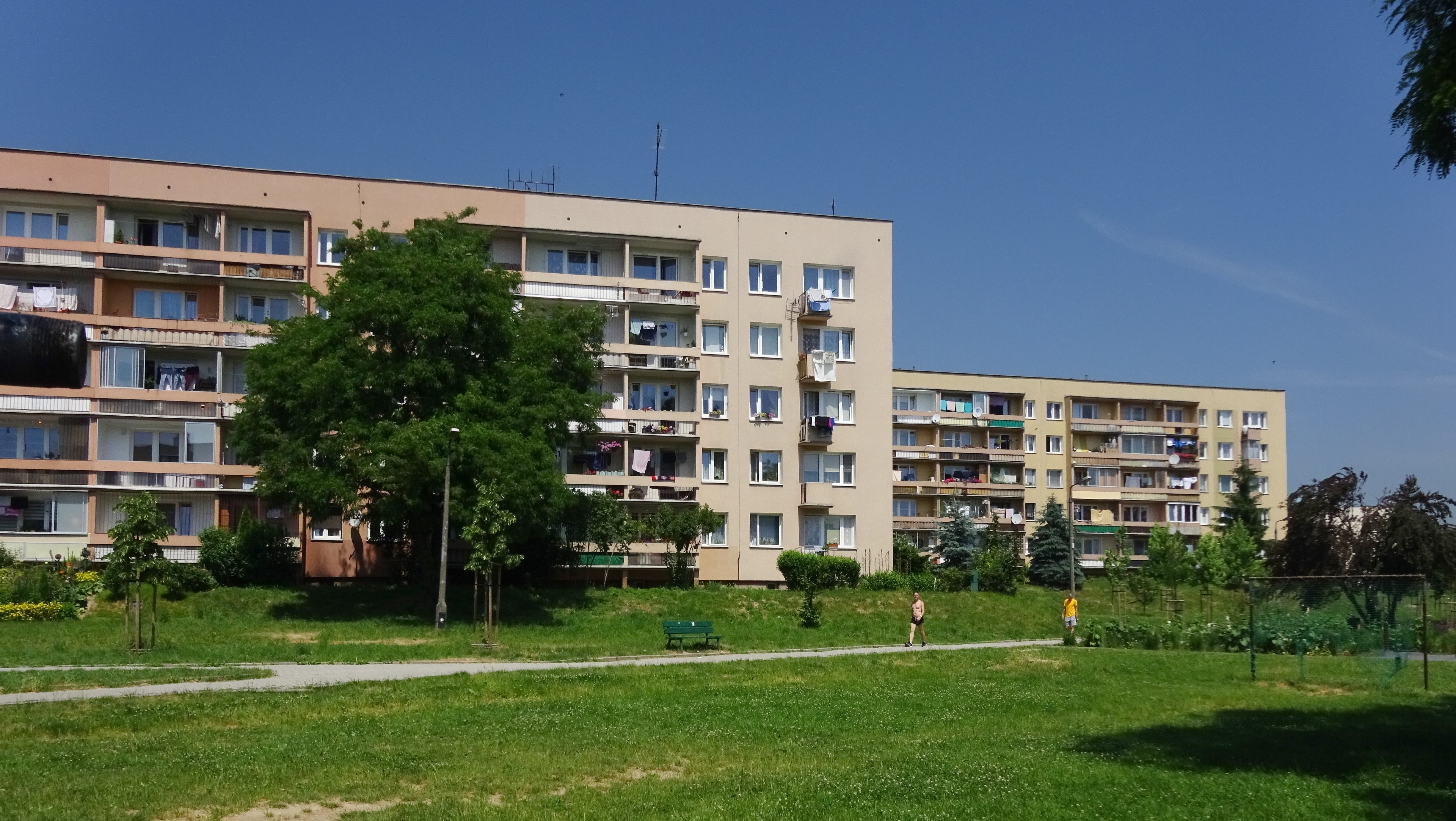
Zabudowa bloków czteropiętrowych na osiedlu - przykład ze wschodniej części, widok od południa

Osiedle Piastów – osiedle w Krakowie wchodzące w skład Dzielnicy XV Mistrzejowice, niestanowiące jednostki pomocniczej niższego rzędu w ramach dzielnicy.

## Historia
Osiedle Piastów stanowi część założenia architektoniczno-urbanistycznego Mistrzejowic, które w zamierzeniu miało stanowić rozbudowę ówczesnej dzielnicy Nowa Huta. Tereny te zostały przyłączone do Krakowa w większości w 1951 roku. Zespół Mistrzejowic powstał na drodze konkursu architektonicznego, rozstrzygniętego w 1963 roku. Zwyciężył projekt przygotowany przez zespół prof. Witolda Cęckiewicza, z którym współpracowali Maria Czerwińska - autorka szczegółowych projektów urbanistycznych, Jerzy Gardulski i Maria Rekaszys. Projekty poszczególnych budynków opracowali Maria i Jerzy Chronowscy, z którymi współpracowali Tadeusz Bagiński, Stefan Golonka, Ewa Podolak i Olgierd Krajewski. Całe założenie było projektowane dla ok. 40 tys. mieszkańców. Zespół urbanistyczny Mistrzejowic powstawał niejako w odpowiedzi na krytykę projektu realizowanych wówczas już od jakiegoś czasu Bieńczyc Nowych, które charakteryzowały się dominującymi w pejzażu dzielnicy, podłużnymi, dziesięciopiętrowymi wieżowcami, a przez to monumentalną skalą i koszarową kompozycją zabudowy. Projekt dla Mistrzejowic zakładał mniejszą skalę zabudowy, która miała wpisywać się w naturalne, pagórkowate ukształtowanie terenu, gdzie wysokość terenu rośnie w kierunku północnym. Podstawę koncepcji urbanistycznej założenia miało stanowić drzewo, gdzie z jednego pnia, czyli głównej, szerokiej ulicy Srebrnych Orłów, wyrastają dwie główne gałęzie, czyli ulice ks. Jancarza oraz Piasta Kołodzieja - wzdłuż tych ulic poprowadzone zostały ciągi komunikacji tramwajowej w dzielnicy do pętli „Mistrzejowice” oraz „Os. Piastów”. Z kolei z tych ulic „gałęzi” wyrastają następne w formie już osiedlowych ulic wewnątrz rozplanowanych między głównymi ulicami, czterech osobnych podzespołów mieszkaniowych, późniejszych osiedli. W dolnych częściach każdego z tych podzespołów rozplanowano tarasowo, równolegle do siebie ułożone, podłużne, czteropiętrowe bloki o południowej ekspozycji elewacji, które w koncepcji drzewa mają symbolizować liście. Powyżej zaplanowano mniejsze powierzchniowo bloki: czteropiętrowe „puchatki” oraz dziesięcio- i jedenastopiętrowe m.in. „punktowce”, mające symbolizować owoce. Uzupełnieniem całości zespołu miały być pawilony handlowo-usługowe. Pierwotnie czterem podzespołom mieszkaniowym Mistrzejowic planowano nadać nazwy nawiązujące do czterech pór roku, czyli Osiedle Wiosenne, Letnie, Jesienne i Zimowe. Ostatecznie otrzymały one nazwy kolejno: Tysiąclecia, Złotego Wieku, Bohaterów Września i Piastów. Realizacja zespołu urbanistycznego Mistrzejowic odbyła się w latach 1968-1982.

## Usytuowanie i rozplanowanie
Osiedle Piastów wraz z sąsiednim Osiedlem Bohaterów Września należą do później powstałej części założenia Mistrzejowic, których realizacja przypadła na lata 1975-1982. Osiedle składa się w zabudowie pierwotnie zaplanowanej z dwudziestu czterech czteropiętrowych, podłużnych bloków, ulokowanych w południowej i środkowej części osiedla, usytuowanych w sześciu rzędach. Powyżej tego układu znajduje się zespół piętnastu jedenastopiętrowych, jedno lub dwuklatkowych wieżowców. Zespół trzech dziesięciopiętrowych wieżowców mieści się jeszcze w południowej części osiedla, w sąsiedztwie ulicy gen. Okulickiego. Całość uzupełnia liczba dziewięciu czteropiętrowych, jednoklatkowych bloków tzw. „puchatków” rozlokowanych w południowo-zachodniej i północno-wschodniej części osiedla. Od czasu zakończenia budowy pierwotnie zaplanowanego osiedla, liczba budynków mieszkalnych wzrosła, z uwagi na rozbudowę, głównie po stronie południowej (od ulicy Okulickiego), zachodniej (od ulicy Piasta Kołodzieja) i północnej.
Na obszarze osiedla znajduje się Fort 48a „Mistrzejowice” – fort, będący częścią „Twierdzy Kraków”, austro-węgierskiego pierścienia fortyfikacji wokół Krakowa z 2. połowy XIX wieku. Dzisiaj zadbane otoczenie fortu stanowi główne założenie parkowe dla osiedla. We wschodniej części osiedla znajduje się także Ogród Polny – jeden z tzw. „Ogrodów Krakowian – parków kieszonkowych”.
Na osiedlu znajduje się plenerowa rzeźba „Macierzyństwo” o strukturze betonowej. Rzeźba nieznanego autorstwa, powstała w latach 70. XX wieku, w czasach budowy osiedla.

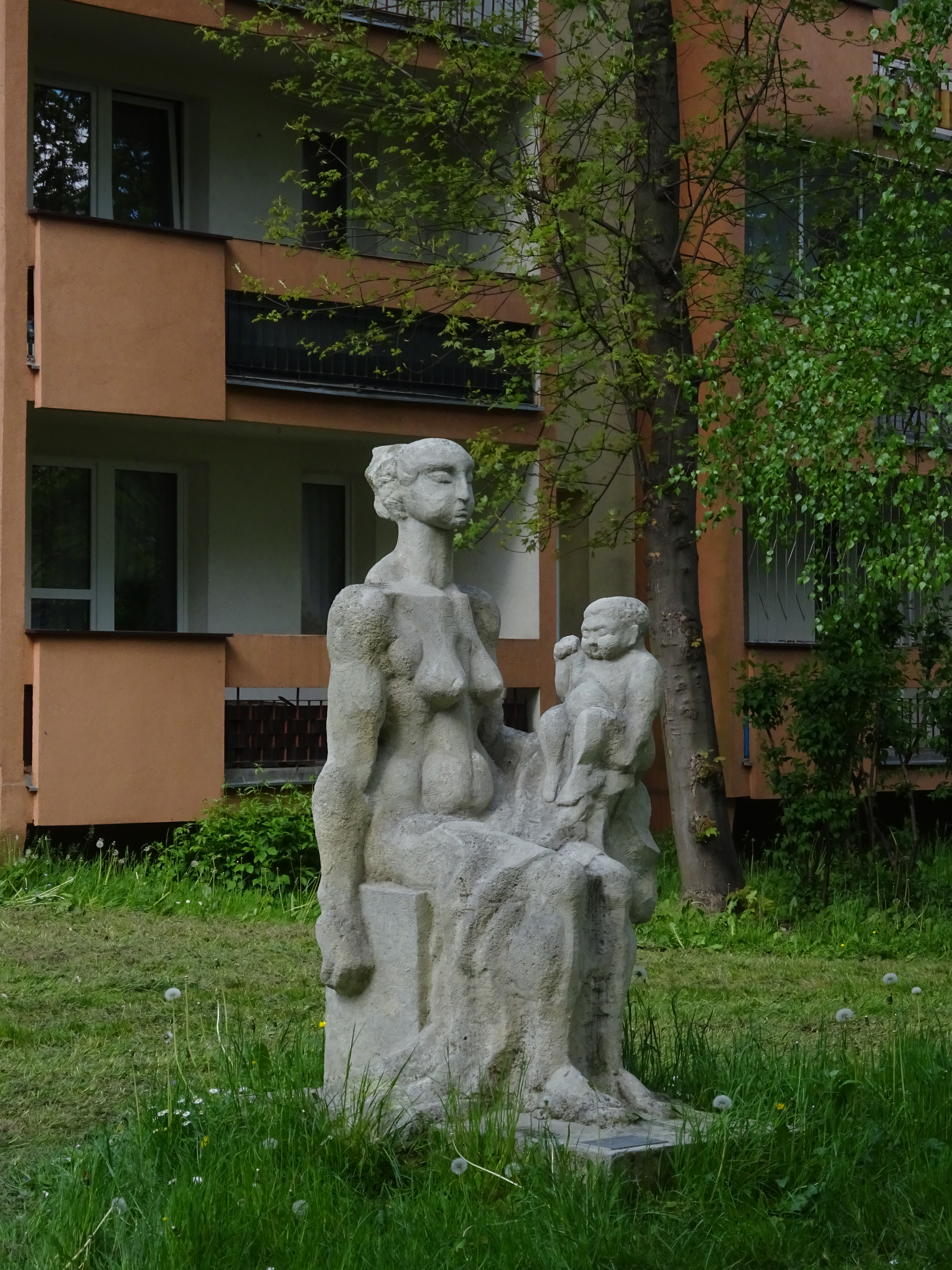
Rzeźba „Macierzyństwo” autor nieznany (lata 70. XX wieku)
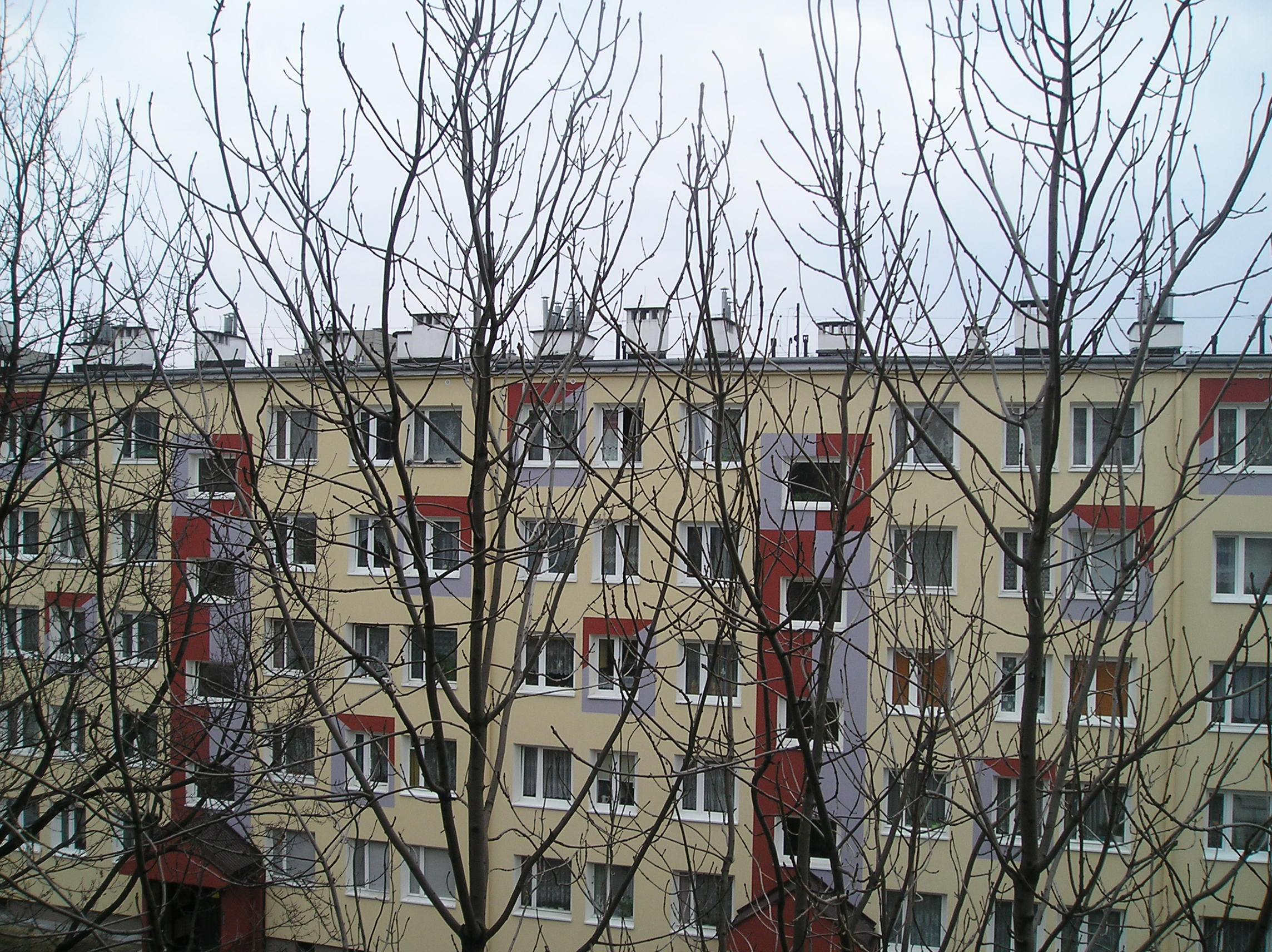
Blok numer 14 (2007)
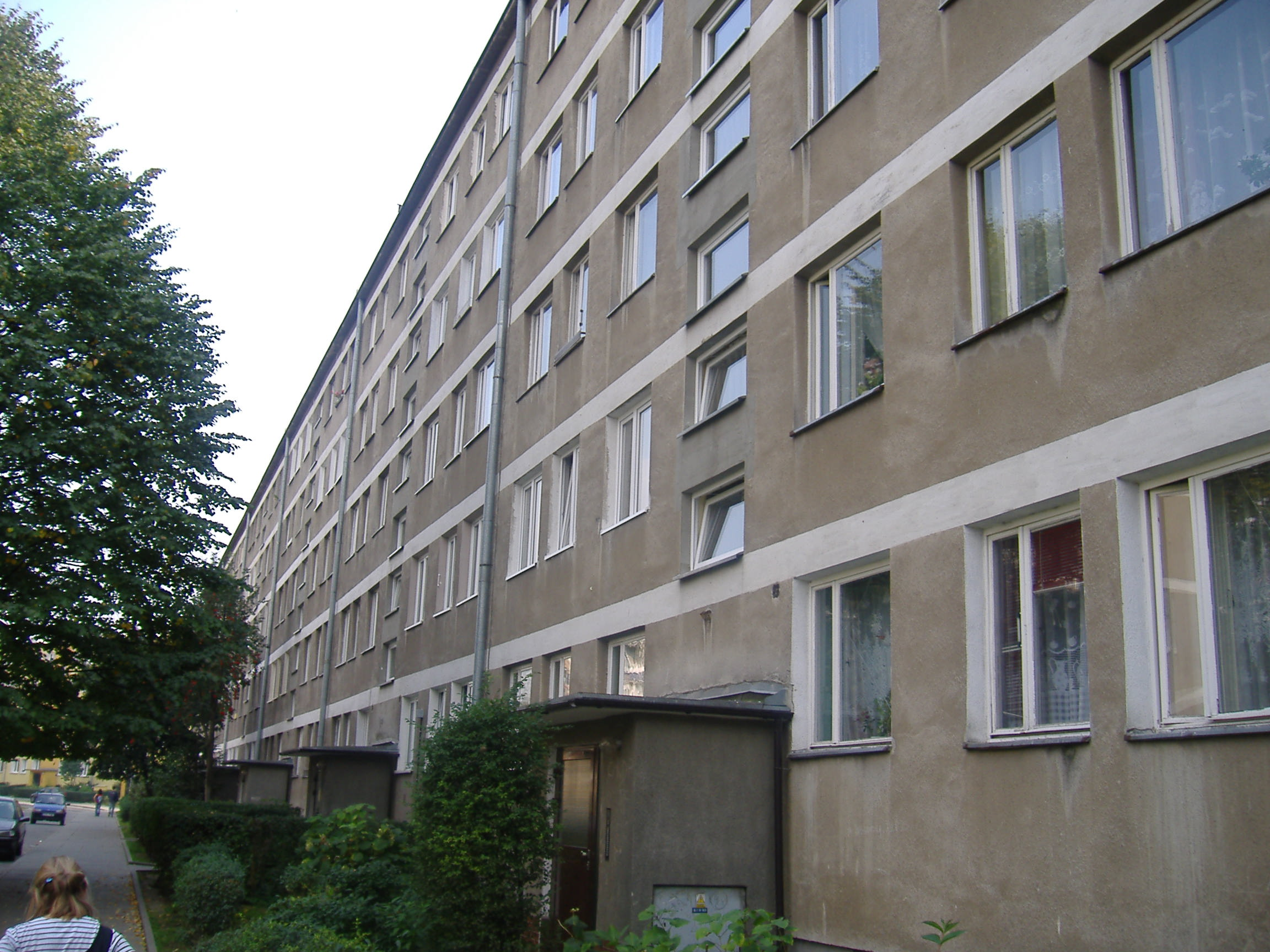
Blok numer 15 (2006)
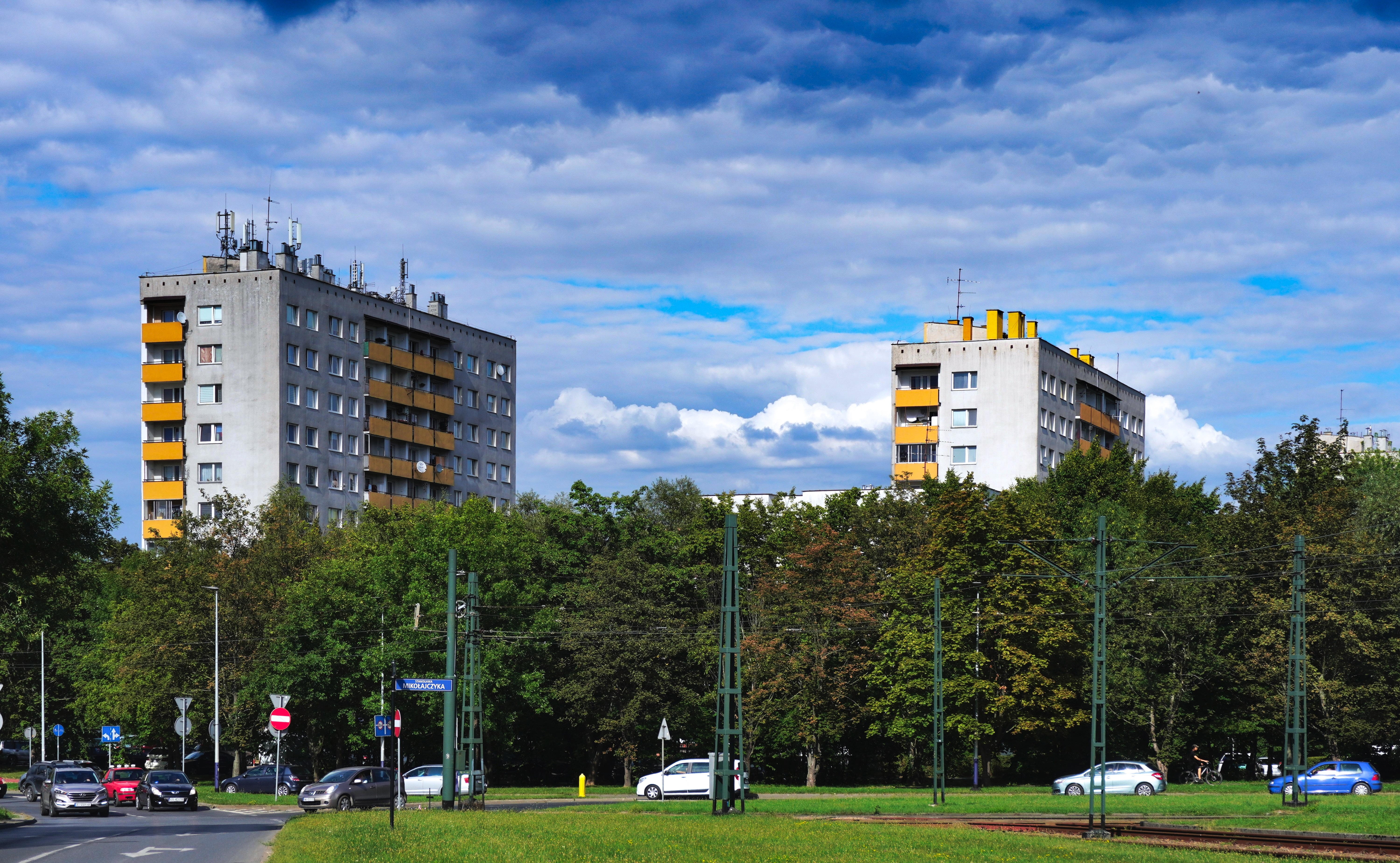
Wieżowce na osiedlu, widok od południowego zachodu os. Piastów 2 i 1
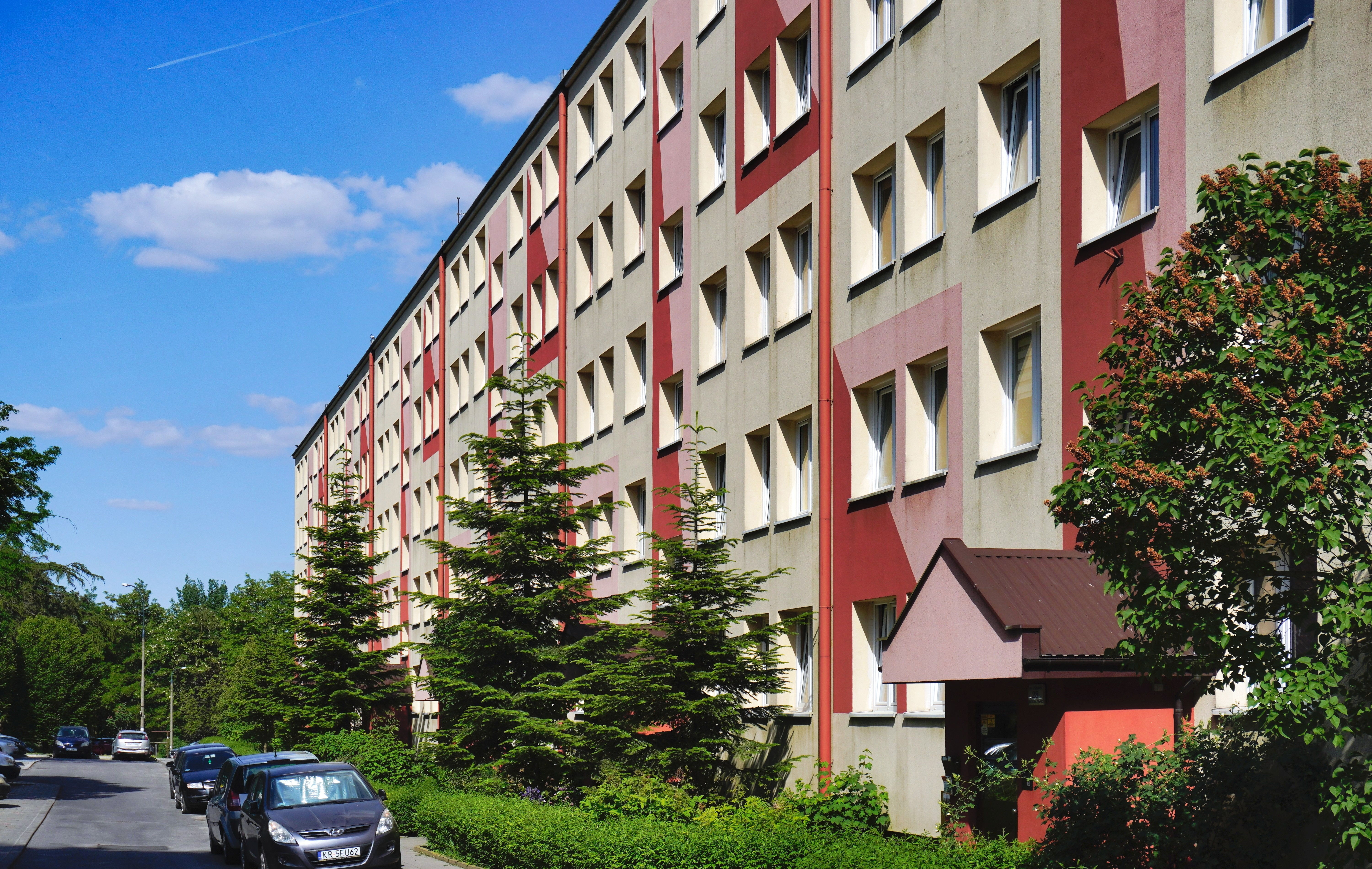
Wnętrze osiedla, os. Piastów 28
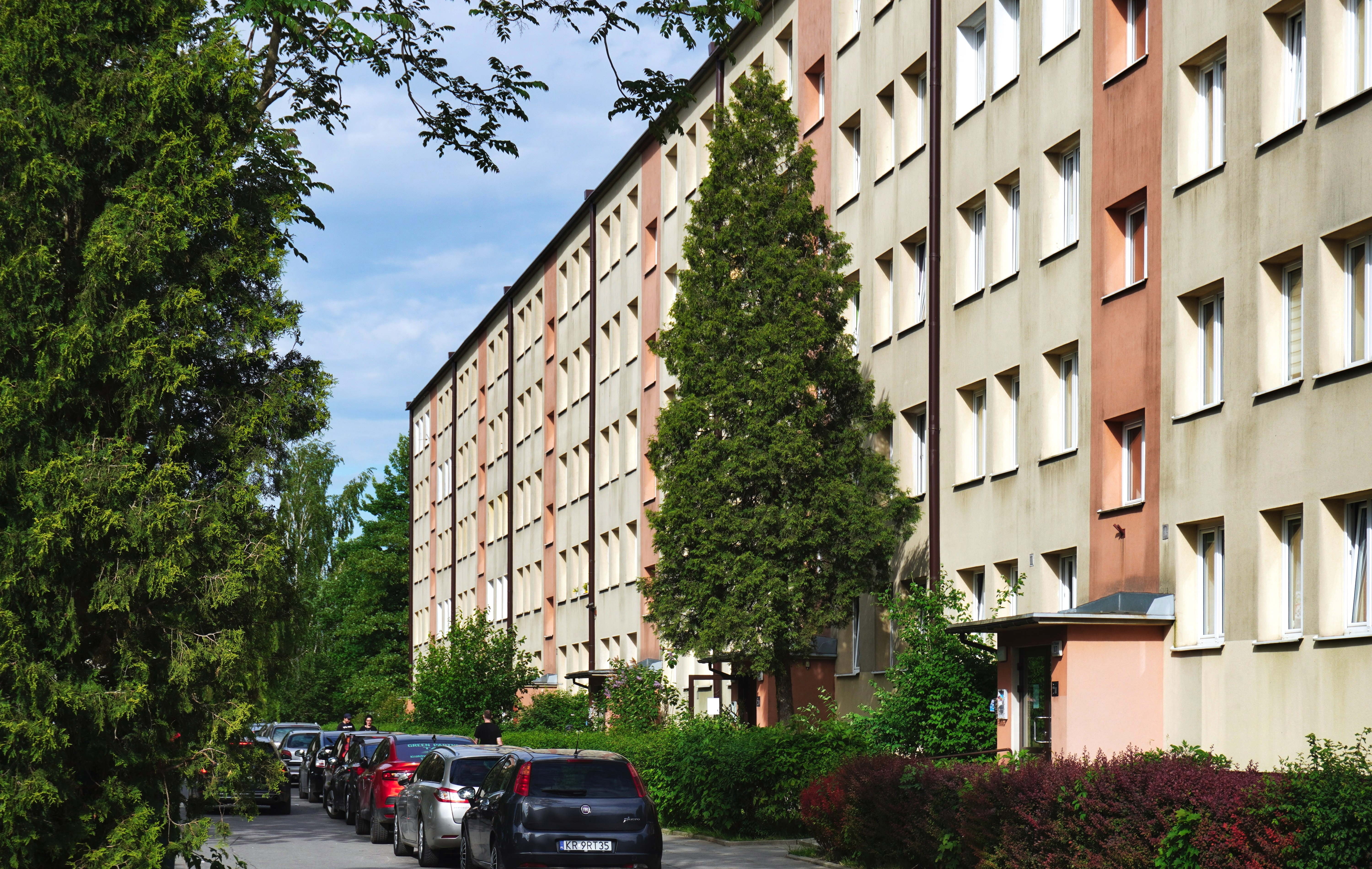
Wnętrze osiedla, os. Piastów 17
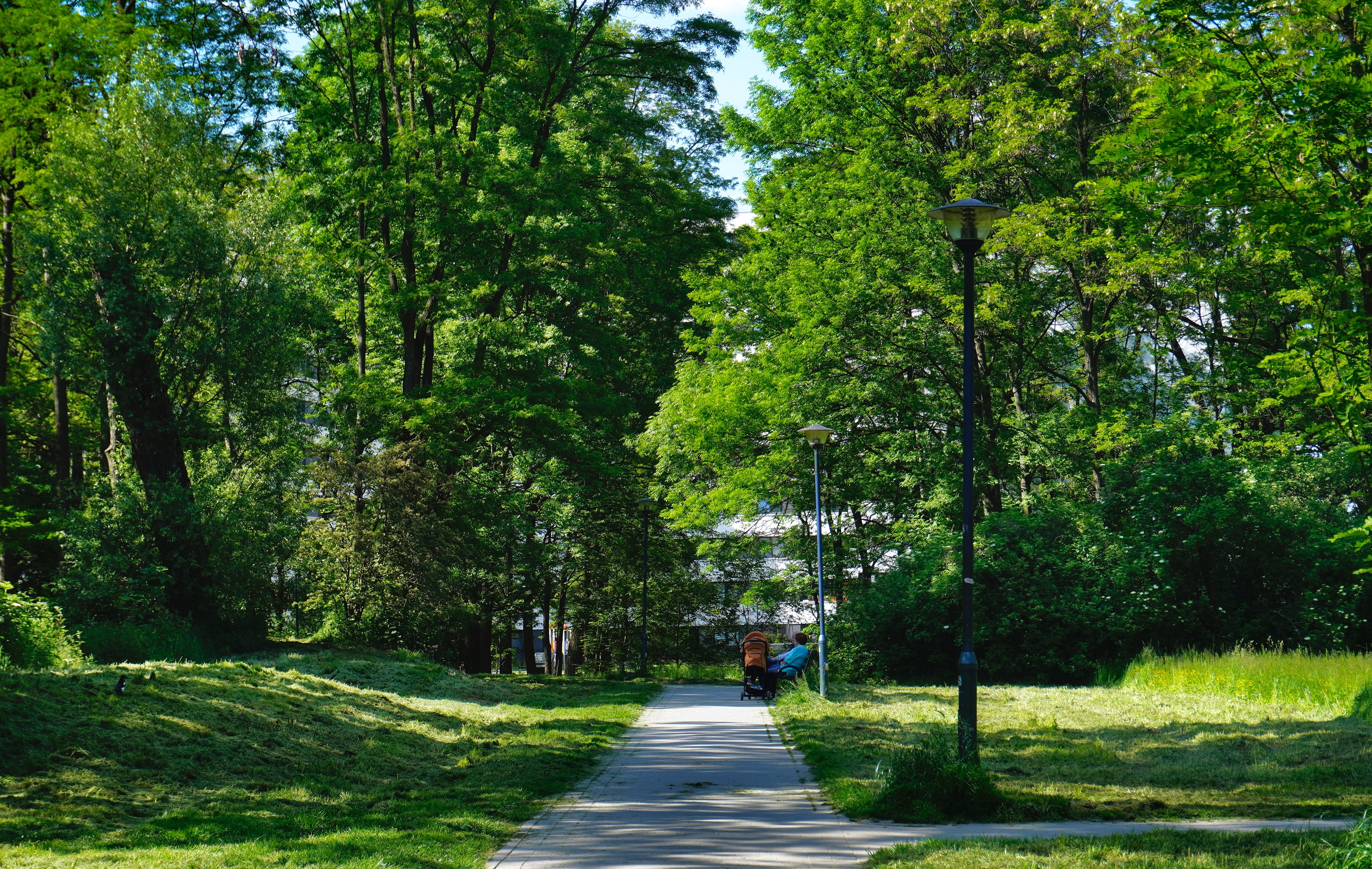
Park otaczający fort 48a „Mistrzejowice”
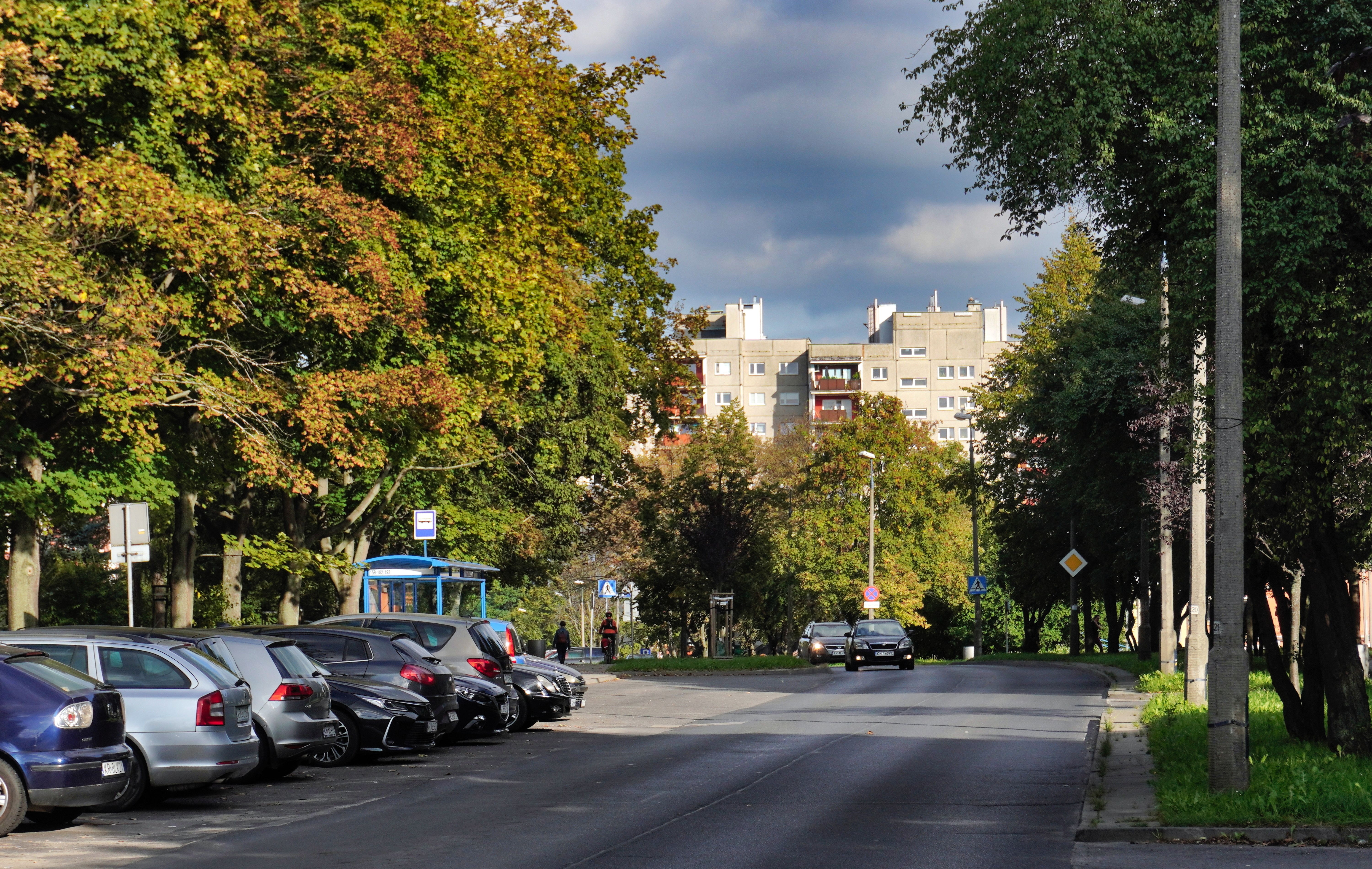
Ulica Kruszwicka

Osiedle Piastów graniczy z dwoma innymi mistrzejowickimi osiedlami: Bohaterów Września i Mistrzejowicami Nowymi. Od strony południowej ponadto graniczy z bieńczyckim osiedlem Złotej Jesieni.

## Oświata
Lista placówek oświatowych znajdujących się na osiedlu:
- Zespół Szkół Salezjańskich w Krakowie – os. Piastów 34 (poprzednio Szkoła Podstawowa nr 84 i Gimnazjum nr 38)
  - Salezjańskie Liceum Ogólnokształcące
- Szkoła Podstawowa nr 89 – os. Piastów 34a
- Przedszkole nr 152 – os. Piastów 10
- Przedszkole nr 187 – os. Piastów 48
- Żłobek nr 6 – os. Piastów 42

## Zdrowie
- Niepubliczny Zakład Opieki Zdrowotnej VITA-MED – os. Piastów 40
- Poradnia dla kobiet Gamelli – os. Piastów 40
- Ośrodek Rehabilitacji POLIMED - os. Piastów 40

## Usytuowanie i komunikacja

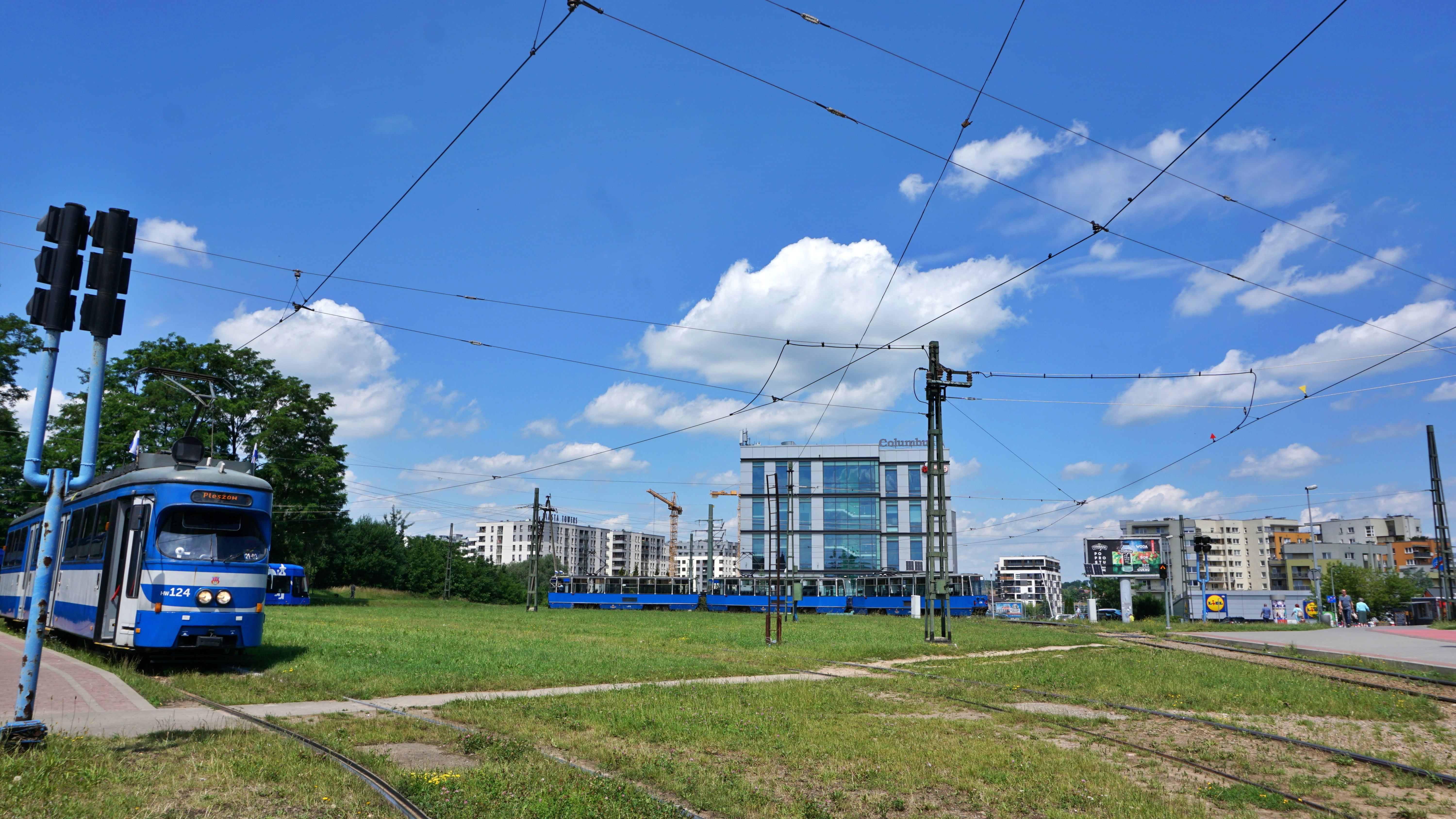
Pętla tramwajowa „Os Piastów”, znajdująca się na sąsiednim Osiedlu Bohaterów Września

Osiedle skomunikowane z innymi częściami miasta jest za pomocą linii tramwajowych:
- 21 – Os. Piastów - Pleszów/Kopiec Wandy
- 52 – Czerwone Maki P+R - Os. Piastów
- 64 – Bronowice Małe – Os. Piastów (nocny)

oraz autobusowych:
- 105 - Dworzec Główny Zachód - Os.Piastów

- 159 – Cichy Kącik – Os. Piastów
- 664 – Bronowice Małe – Os. Piastów

Przez osiedle biegną także trasy linii autobusowych:
- 182 – Dworzec Główny Wschód - Os. Na Stoku
- 193 – Lesisko - Górka Narodowa P+R
- 198 – Zakole - Mistrzejowice

Oraz pociąg z nowego przystanku kolejowego, jakim można dojechać do centrum miasta w 8 min, linia SK4 Ponadto na pobliskim Rondzie Piastowskim istnieje możliwość przesiadki na inne linie.
Pętla tramwajowa „Osiedle Piastów” została oddana do użytku 8 stycznia 1976 roku. W 1980 roku została wybudowana pętla autobusowa.